# Юзеф Дітль
Юзеф Дітль (пол. Józef Dietl; 24 січня 1804, смт Підбуж, Україна — 18 січня 1878, Краків, Польща) — видатний польський лікар, професор і ректор Ягелонського університету у Кракові (1862—1865), президент міста Кракова (1866—1874), почесний громадянин Кракова та Нового Санча, член Національного парламенту у Львові і Державної Ради у Відні, пожиттєвий член австрійського парламенту.

## Життєпис
Народився Юзеф 24 січня 1804 року у місті Підбужі, яке тоді входило до складу Самбірського округу, в німецькій багатодітній сім'ї (5 синів і 2 дочки, Юзеф був п'ятою дитиною). Офіцер австрійської армії, Йоган Ґеорґ Дітль, дід Юзефа, прибув з Угорщини до Галичини після першого поділу Речі Посполитої (1772 р.), де був чиновником у Львові. Бабуся відомого лікаря походила з німецького роду Ретшратнерів. Стосовно прізвища Юзефа, то спочатку прізвище його дідуся записували в документах як Diedel, згодом як Dittl і Dittel, зрештою як Dietl. Батько Юзефа Францішек працював у канцелярії уряду в Стрию як безплатний практикант. Францішек Дітль одружився із шляхтянкою Анною Кульчицькою.  Спочатку став урядником у селі Ломне, згодом - у Підбужі, потім у Новому Санчі, де і помер у 1819 р. Оскільки в Підбужі не було костелу, тому Юзефа були змушені охрестити у греко-католицькому храмі.

Навчався у Самборі, згодом у Тарнові, закінчив здобуття гімназійної освіти у Новому Санчі. З 1821 р. Навчався впродовж 3 років на філософському факультеті Львівського університету. З 1823 р. продовжив навчання на медичному факультеті Віденського університету. Через шість років, 31 жовтня, став доктором медицини, водночас займався практичною медициною. З 1829 р. по 1833 р. викладав у Віденському університеті.
У праці «Про вади і поради Річпосполитської лікарні чи сон молодого академіка» Ю. Дітль подає свою автобіографію: «У 1804 році, так що на початку нинішнього століття, я народився в Підбужі, невеликому селі в Самбірських Карпатах, на русинському ґрунті, від польської матері та німецького батька. Мав німецьке коріння. Провінція наділила мене такими противними трьома елементами: впертістю русина, гостинністю поляка і німецькою ощадливістю. Перші роки життя я провів в сільському затишку, при посівах і зборах врожаю, на полі й в гаю, на снопах і в стодолі, у садах і пасіках. У серці закарбувалися солодкі співи няньки над колискою, що наспівувала сумні думки люду, ці терплячі прояви його одвічної недолі; коляда дяків, що звучала біля вікон садиби про світлий вогник народження Христа, та розпачлива коломийка, вторена глибоким басом, яка пом'якшувала танком важку печаль серця».
Ю. Дітлю були притаманні риси характеру: гострий розум, працьовитість, мужність, особлива систематичність, німецька витривалість з польським ідеалізмом і буйна фантазія
Займався доброчинністю, навіть зробив проєкт Будинку для бідних в Кракові, який збудували після його смерті.

## Наукова діяльність
Впродовж 1830-1840-х рр. працював лікарем у передмісті Відня. В цей період він пише декілька наукових праць, серед яких особливо цінною є «Praktische Wahrnehmungenna chden Ergebnissenim Wiedner Bezirkskrankhause» («Практичне сприйняття згідно з результатами у Віденському районному медичному будинку»), видана у 1845 р. Крім того, він став засновником нової віденської школи з медицини. Професор вважав основною метою медицини раціональну терапію: «хворого лікує природа, а лікар не повинен цьому перешкоджати».
З 1850-х років починається новий етап у житті професора медицини. 26 листопада 1851 р. його було призначено завідувачем кафедри медицини Ягелонського університету у Кракові. Професор активно зайнявся викладацькою та науковою діяльністю. Зрештою, у 1862 р. його було обрано ректором університету. Проте, після 14 років успішної діяльності в університеті, австрійська влада вирішила усунути з університету занадто активного пропольського професора. Таким чином, у 1865 р., коли його знову обрали ректором, надійшов указ про звільнення із посади професора кафедри медицини університету. До найважливіших наукових праць цього періоду належать праці про лікування «запалення плечей», тифу тощо. Також професор багато зробив для розвитку бальнеології у Польщі.

## Кар'єра
Залишившись поза стінами університету, почав кар'єру чиновника, ставши у 1866 р. депутатом Міської Ради Кракова. Цього ж року, 13 вересня його було практично одноголосно обрано президентом міста Кракова. За його президентства в місті почались реформи в сфері освіти (відкриття гірничої, рільничої, лісничої тощо шкіл). Особлива увага приверталась забезпеченню в місті чистоти вулиць, дотримання гігієнічних норм, було впорядковано каналізаційну сітку міста. Дотримуючись гігієнічних норм двічі на день міняв одяг. Президент Дітль сприяв подоланню проблеми холери у Кракові. Окрім будівництва каналізації було впорядковано вулиці (бруківкою), будувались нові школи. Крім того, появилось чимало нових культурних інституцій: Музичне і Лікарське товариства, Школа Мистецтв та ін.
Період президентства Юзефа Дітля був періодом розвитку міста Кракова у XIX ст., про що свідчить звіт президента у 1872 р., за яким впродовж 6 років було майже вдвічі збільшено бюджет міста. Тому 68-літнього Юзефа у 1872 р. було обрано президентом міста на другу каденцію. У 1873 р. президенту знову довелося боротися із холерою у місті. Через рік, під тиском опозиційних сил покинув пост президента та виїхав з дружиною (у нього не було дітей) до Відня. У столиці Австро-Угорської імперії відомий лікар та заслужений президент Кракова помер 18 січня 1878 року. Похований на Раковицькому кладовищі у Кракові.
Один із біографів Юзефа Дітля назвав його «людиною програми» через його систематичність, витривалість та планування будь-якої роботи. Він був великим лікарем, видатним ученим, заслуженим політичним та громадським діячем XIX ст.

## Особисте життя
Одружився пізно (1846 р.) з молодшою від нього на 19 років австрійкою з Відня Оленою Зітербарт. Дітей у них не було. Після смерті залишив свій маєток своєму племіннику Леопольду Дітлю, попросивши його забезпечити спадщину також для його дружини Олени. Похований на Раковицькому цвинтарі в Кракові.

## Вшанування пам'яті

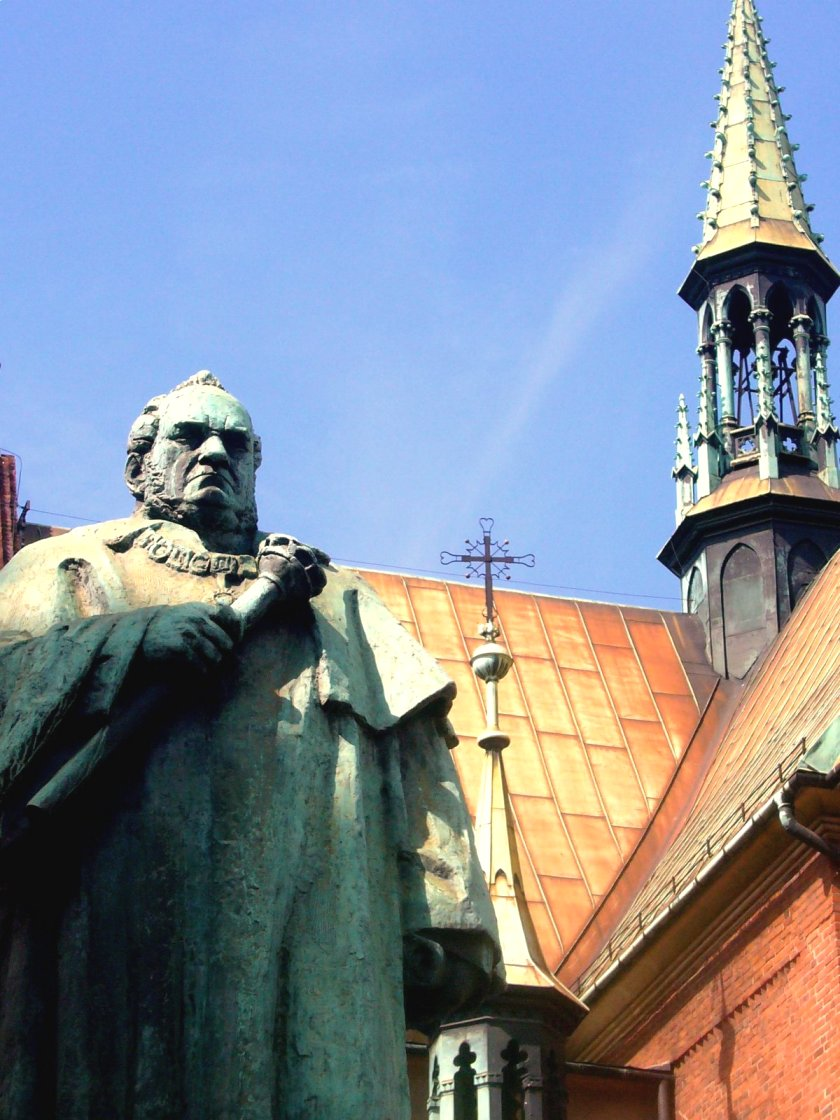
Пам'ятник Юзефу Дітлю у Кракові

На його честь ще у 1865 р. було відкрито пам'ятник у Щавниці. На честь відкриття пам'ятника в Щавниці Юзеф Шуйський написав вірша, присвятивши його Ю. Дітлю. Відомого лікаря визнали почесним громадянином Кракова та Нового Санча. З 1869 р. Ю. Дітль був пожиттєвим членом австрійського парламенту (палати панів). Краків також пам'ятає свого президента, назвавши одну із вулиць міста на його честь, видавши пам'ятну книгу на річницю 50-ліття смерті (у 1938), у 1948 р. було відкрито пам'ятник в центрі міста Кракова на площі всіх Святих (виконаний Ксаверієм Дуніковським). У Кракові його ім'я носять також зал для конференцій у приміщенні міського уряду, школа та гімназія, шпиталь. У курортному місті Івонич-Здруй встановлено погруддя Ю. Дітлю.

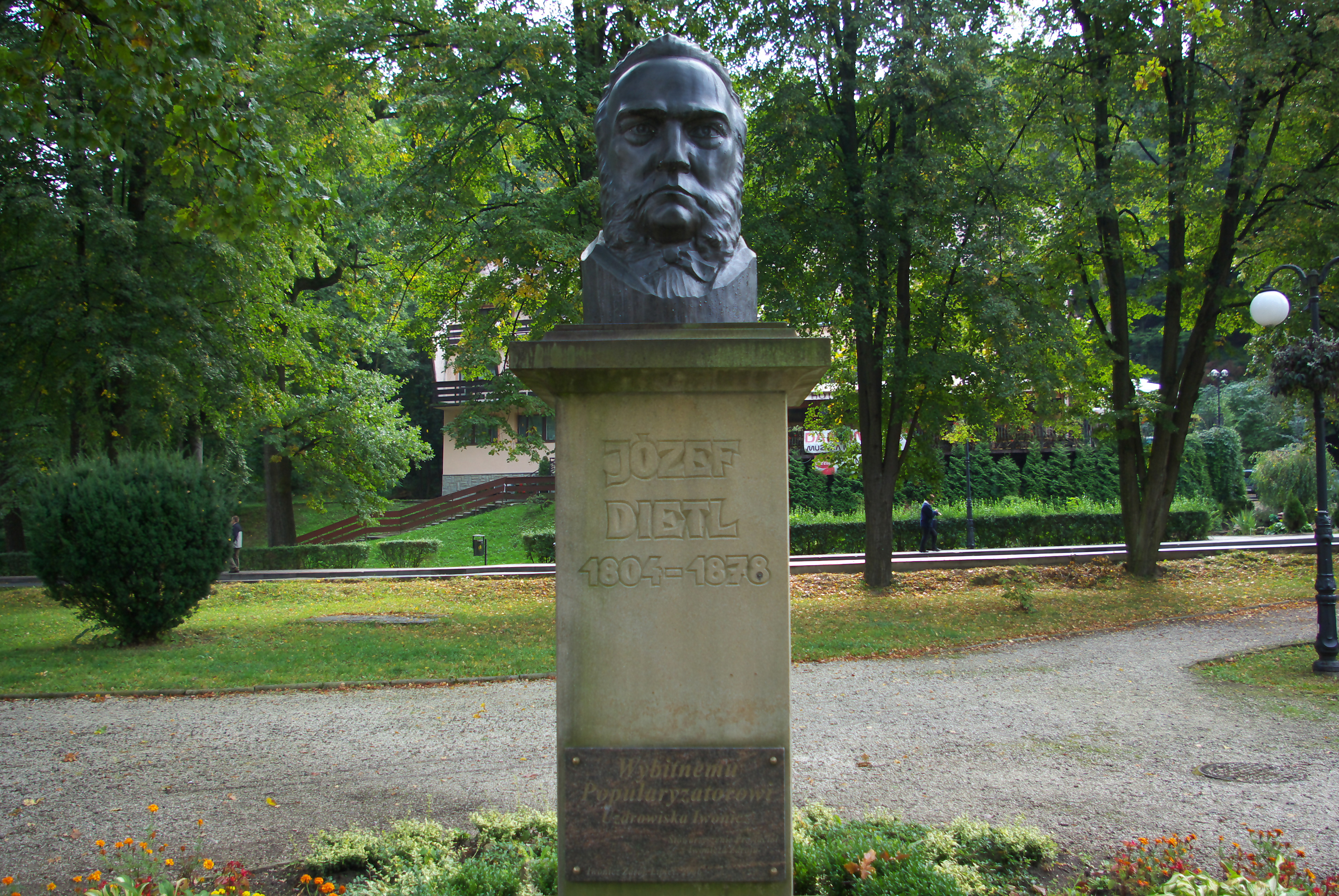
Пам'ятник Юзефу Дітлю у курортному місті Івонич-Здруй

13 жовтня 2013 р. відкрито меморіальну дошку на честь Ю. Дітля і у селищі Підбуж.

## Наукові праці

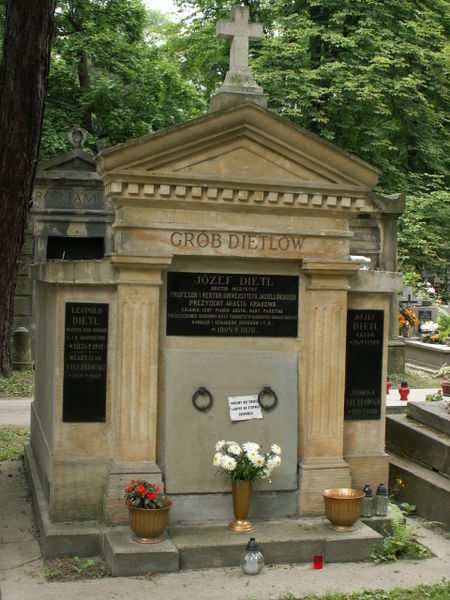
Могила Ю. Дітля на Раковицькому цвинтарі у Кракові

- 1845 — «Практичне сприйняття згідно з результатами у Віденському районному медичному будинку»;
- 1851 — «Про лікування запалення плечей без кровопускання»;
- 1858 — «Зауваги до краківського здоров'я з погляду їхньої ефективності, застосування і організації»;
- 1859 — «Про вади і поради Річпосполитській лікарні чи сон молодого академіка»;
- 1860 — «Про значення і призначення державних оздоровчих спілок»;

- 1866 — «Джерела по нових організаціях і повторних хімічних розбираннях», «Про тиф, виклад клінічний»

## Нагороди і почесні звання
- 1861 — Почесний громадянин міста Краків,
- 1866 — Золотий Хрест за заслуги з короною,
- 1867 — Почесний громадянин міста Новий Санч,
- 1869 — Орден Залізної Корони ІІІ класу,
- 1869 — Командорський хрест ордена святого Григорія Великого від Папи Пія IX.

## Анекдоти і цікавинки
- Те, що ми наносимо на освіту не є видане, але запозичене… … бо освіта — найретельніший боржник.
- Ю. Дітль любив фотографуватись. Завдяки цьому збереглось дуже багато його світлин.
- Ю. Дітль міняв одяг двічі на день. Вважав гігієну важливою у житті.